# Auguste Nicaise
Pour les articles homonymes, voir Nicaise.
Charles Louis Auguste Nicaise, né le 5 avril 1828 à Châlons-en-Champagne et mort dans la même ville le 21 avril 1900, était un historien et archéologue français.

## Biographie

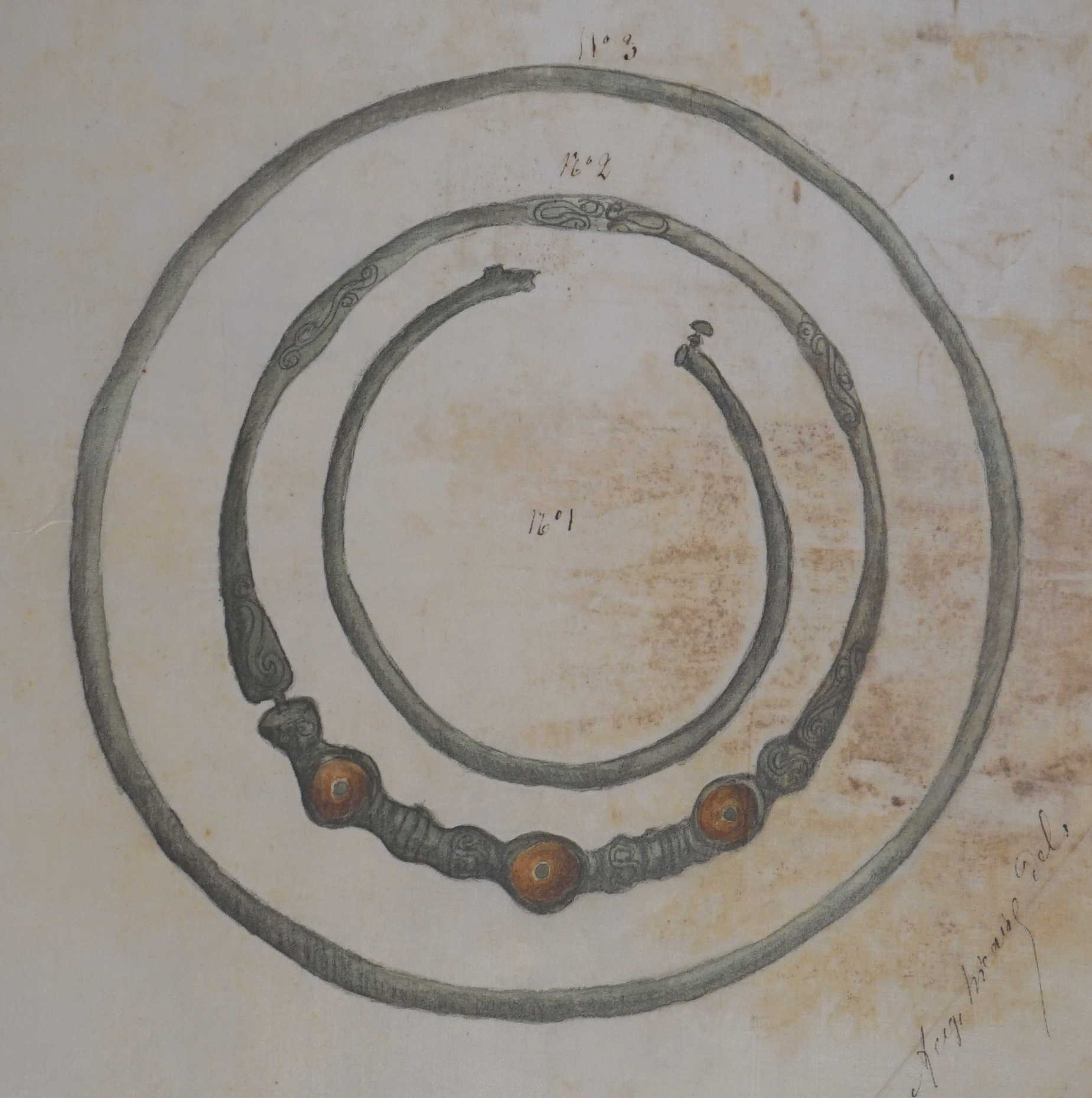
Dessin sur soie d'objets de fouilles de Prosnes et Marson réalisé par A. Nicaise, bibliothèque municipale de Reims.

Il est le fils du docteur Nicaise et fit ses études dans sa ville avant de les compléter à Paris pour une licence en droit et les cours de l'Ecole d'administration de Carnot. Il est attaché de préfecture à Châlons puis travaille à la création du Camp de Châlons et en particulier aux expropriations. Avec la Guerre de 1870, il s'engage et est affecté dans le corps auxiliaire du génie organisé par Viollet le Duc. Il est juge de paix du canton de Marson en 1876 puis de celui d'Ecury-sur-Coole en 1880.
Membre de la Société d'Agriculture, Commerce, Sciences et Arts du département de la Marne, il est titulaire de la place de son père après le décès de celui-ci en 1863. Il fut un des pionniers de cette archéologie régionale qui fleurit dans la deuxième moitié du XIXe siècle en France. Il s'intéressa à toutes les époques dont il pouvait trouver des traces, entre autres à la préhistoire, mais surtout à la période gallo-romaine. Il publia de nombreux comptes-rendus de ses découvertes dans les Mémoires de la Société. Il avait transformé sa demeure de la rue d'Espence, elle était appelée maison d'Espence, en musée.